# James Booth Lockwood
James Booth Lockwood (Annapolis, 1852 – Cape Sabine, 1884) è stato un esploratore statunitense.
Fu secondo in comando della spedizione alla baia di Lady Franklin organizzata nel 1881 da Adolphus Greely. Nel 1883 con pochi compagni attraversò la terra di Grant e raggiunse la costa Ovest dell'isola di Ellesmere.
Tornato a Cape Sabine, campo base di Greely, vi morì poco prima dell'arrivo dei soccorsi che avrebbero tratto in salvo i pochi superstiti.